# Silvesterlauf München
Der Silvesterlauf München ist eine Laufveranstaltung über 10 km (bzw. 5 km), die seit 1984 jährlich Silvester in München stattfindet und zu den teilnehmerstärksten Volksläufen in Bayern gehört.

## Geschichte
1987 übernahm der PSV München die gesamte Organisation. 1989 wurde ein Schülerlauf ins Programm genommen. 1992 und 1993 startete die Elite in gesonderten Rennen (10 km für Männer, 5 km für Frauen). Seit 1996 erfolgt die Zeitmessung über einen Transponder. Der MRRC München, der seit 1997 an der Organisation des Laufes beteiligt war, ist seit 2000 alleiniger Ausrichter.

## Strecke
Der Kurs verläuft durch den Olympiapark, mit Start und Ziel an der alten Radsporthalle (Event Arena). Er besteht aus einer kleineren Schleife südlich des Olympiaberges und einer größeren, die über den Georg-Brauchle-Ring ins ehemalige olympische Dorf führt und östlich und südlich des Olympiasees zum Ausgangspunkt zurückkehrt. Mit Behinderungen durch Schnee und Eis muss gerechnet werden.

## Statistik

### Streckenrekorde
- Männer: 29:22 min, Luboš Gaisl (TCH), 1990
- Frauen: 32:59 min, Heléna Barócsi (HUN), 1991

### Siegerliste
Quelle: Website des Veranstalters
| Jahr | Männer                    | Nation           | Zeit  | Frauen                      | Nation             | Zeit  |
| ---- | ------------------------- | ---------------- | ----- | --------------------------- | ------------------ | ----- |
| 2023 | Johann Ioannou-Nikolaides | Deutschland      | 31:28 | Regina Zimmermann           | Deutschland        | 35:49 |
| 2022 | Aaron Grün                | Österreich       | 31:28 | Emma Heckel                 | Deutschland        | 35:22 |
| 2019 | Florian Wenzler           | Deutschland      | 34:12 | Thea Heim                   | Deutschland        | 34:50 |
| 2018 | Gabriel Allgayer          | Deutschland      | 30:47 | Marina Rappold -2-          | Deutschland        | 37:59 |
| 2017 | Tobias Schreindl -2-      | Deutschland      | 31:50 | Marina Rappold              | Deutschland        | 36:43 |
| 2016 | Jonas Hoffmann            | Deutschland      | 31:27 | Sophia Saller               | Deutschland        | 35:35 |
| 2015 | Tobias Schreindl          | Deutschland      | 31:41 | Nada Balcarczyk -2-         | Deutschland        | 37:04 |
| 2014 | Valentin Unterholzner     | Deutschland      | 32:44 | Anja Schneider              | Deutschland        | 36:48 |
| 2013 | Sebastian Hallmann -4-    | Deutschland      | 31:16 | Nada Balcarczyk             | Deutschland        | 35:44 |
| 2012 | Moritz Steininger         | Deutschland      | 30:52 | Ricarda Lisk                | Deutschland        | 37:00 |
| 2011 | Johannes Hillebrand -3-   | Deutschland      | 31:43 | Steffi Volke                | Deutschland        | 36:12 |
| 2010 | Steffen Justus -3-        | Deutschland      | 32:34 | Rebecca Robisch -4-         | Deutschland        | 36:35 |
| 2009 | Steffen Justus -2-        | Deutschland      | 30:14 | Rebecca Robisch -3-         | Deutschland        | 35:36 |
| 2008 | Johannes Hillebrand -2-   | Deutschland      | 31:20 | Rebecca Robisch -2-         | Deutschland        | 35:05 |
| 2007 | Steffen Justus            | Deutschland      | 30:56 | Rebecca Robisch             | Deutschland        | 35:04 |
| 2006 | Dennis Pyka -3-           | Deutschland      | 31:37 | Ellen Clemens -5-           | Deutschland        | 37:14 |
| 2005 | Richard Friedrich         | Deutschland      | 32:20 | Ellen Clemens(-Schöner) -4- | Deutschland        | 37:34 |
| 2004 | Johannes Hillebrand       | Deutschland      | 31:33 | Christine Waitz             | Deutschland        | 37:04 |
| 2003 | Christian Dirscherl       | Deutschland      | 32:25 | Ellen Schöner -3-           | Deutschland        | 37:13 |
| 2002 | Dennis Pyka -2-           | Deutschland      | 31:11 | Ellen Schöner -2-           | Deutschland        | 36:18 |
| 2001 | Dennis Pyka               | Deutschland      | 32:30 | Gaby Pfandorfer             | Deutschland        | 38:30 |
| 2000 | Dirk Schinkoreit          | Deutschland      | 32:13 | Ellen Schöner               | Deutschland        | 36:56 |
| 1999 | Sebastian Hallmann -3-    | Deutschland      | 30:19 | Kathrin Wolf                | Deutschland        | 36:53 |
| 1998 | Sebastian Hallmann -2-    | Deutschland      | 30:59 | Ursula Friedmann            | Deutschland        | 35:07 |
| 1997 | Sebastian Hallmann        | Deutschland      | 31:12 | Vilija Birbalaitė           | Litauen            | 35:51 |
| 1996 | Radomír Soukup -2-        | Tschechien       | 32:08 | Bernadette Hudy             | Deutschland        | 38:34 |
| 1995 | Radomír Soukup            | Tschechien       | 30:23 | Simona Staicu -2-           | Rumänien           | 35:14 |
| 1994 | Johann Hopfner            | Deutschland      | 30:44 | Simona Staicu               | Rumänien           | 34:23 |
| 1993 | Willy Kipketer            | Kenia            | 30:05 | Regina Čistiakova           | Litauen            | 16:38 |
| 1992 | Wladimir Pronin           | Russland         | 30:00 | Heléna Barócsi -2-          | Ungarn             | 17:07 |
| 1991 | Luboš Gaisl -2-           | Tschechoslowakei | 30:08 | Heléna Barócsi              | Ungarn             | 32:59 |
| 1990 | Luboš Gaisl               | Tschechoslowakei | 29:22 | Alena Peterková             | Tschechoslowakei   | 33:22 |
| 1989 | Petr Feistauer            | Tschechoslowakei | 29:53 | Verena Lechner              | Österreich         | 34:25 |
| 1988 | Engelbert Franz           | BR Deutschland   | 29:45 | Eva Coqui                   | BR Deutschland     | 36:50 |
| 1987 | Udo Reeh                  | BR Deutschland   | 30:14 | Marguerite Skello           | Vereinigte Staaten | 36:20 |